# Quentin Walcker
Pour les articles homonymes, voir Walcker.
Pas d'image ? Cliquez ici

a Compétitions nationales et continentales officielles uniquement.

b Matchs officiels uniquement.
Dernière mise à jour le 15 janvier 2023.
Quentin Walcker, né le 21 février 1996 au Creusot dans le département de Saône-et-Loire, est un joueur international français de rugby à XV. Il joue au poste de pilier gauche au Castres olympique.

## Biographie

### Jeunesse et formation
Ayant grandi à Agde, Walcker intègre la formation de l'USAP dès les minimes, fréquentant le lycée Aristide Maillol à Perpignan ainsi que le Pôle espoirs de Béziers.
Quentin Walcker est international français dès les moins de 17 ans, connaissant ensuite toutes les sélections en équipes de jeunes jusqu'aux moins de 20 ans dès 2015, pour la Coupe du monde junior en Italie.

### Débuts à l'USAP et en Bleu (2016-2021)
Quentin Walcker joue son premier match professionnel avec Perpignan le 25 novembre 2016, entrant en jeu lors d'une victoire 66-13 contre Narbonne,.
En fin de contrat avec le club perpignanais à l'été 2021, il est annoncé au Castres olympique en Top 14 le 1er février 2021. Malgré ce départ planifié, Quentin Walcker reste un élément central des Catalans pendant la saison 2020-2021. Il est champion de France de Pro D2 avec l'USAP, ainsi promue directement en Top 14 pour l'édition 2021-22,.
À l'issue de cette saison, il est appelé pour la première fois en équipe de France senior le 20 juin 2021, pour la tournée en Australie. Au sein d'un groupe rajeuni, il fait partie avec son coéquipier perpignanais Melvyn Jaminet des deux seuls joueurs n'ayant pas joué la dernière saison dans l'élite, alors que l'USAP vient juste de remporter la Pro D2,. Il connaît sa première cape le 7 juillet 2021 lors du premier match de la tournée, face à l'Australie, lorsqu'il entre en jeu à la 63e minute de jeu à la place de Jean-Baptiste Gros. Les Bleus s'inclinent 23 à 21. Il entre aussi en jeu lors du troisième match de la tournée, à la place d'Enzo Forletta mais les Français perdent aussi cette rencontre 33 à 30.

### Castres olympique (depuis 2021)
Quentin Walcker arrive à Castres pour la saison 2021-2022, durant laquelle son club termine à la première place de la phase régulière et se qualifie donc pour les phases finales. Lors de la demi-finale, il est titulaire en première ligne aux côtés de Gaëtan Barlot et Wilfrid Hounkpatin et bat le Stade toulousain, se qualifiant ainsi pour la finale. Le 24 juin 2022, il est de nouveau titulaire lors de la finale du Top 14 mais son équipe s'incline face au Montpellier HR (défaite 29 à 10). Cette saison, il joue 21 matchs de Top 14 sans marquer d'essais.
Pour sa deuxième saison au CO, en 2022-2023, Walcker est le choix numéro un au poste de pilier gauche devant Wayan de Benedettis et Antoine Tichit.
Atteint d'une pubalgie qui l'empêche de pouvoir jouer en novembre 2023, il subit à la fin de ce mois une intervention chirurgicale. Sa convalescence est estimée à « quelques mois ».

## Statistiques

### En club
| Saison                  | Club                    | Championnat             | Championnat | Championnat | Coupe d'Europe                         | Coupe d'Europe                         | Coupe d'Europe                         |
| Saison                  | Club                    | Compétition             | Matchs      | Essais      | Compétition                            | Matchs                                 | Essais                                 |
| ----------------------- | ----------------------- | ----------------------- | ----------- | ----------- | -------------------------------------- | -------------------------------------- | -------------------------------------- |
| 2016-2017               | USA Perpignan           | Pro D2                  | 1           | -           | Pas de qualification en Coupe d'Europe | Pas de qualification en Coupe d'Europe | Pas de qualification en Coupe d'Europe |
| 2017-2018               | USA Perpignan           | Pro D2                  | 12          | 1           | Pas de qualification en Coupe d'Europe | Pas de qualification en Coupe d'Europe | Pas de qualification en Coupe d'Europe |
| 2018-2019               | USA Perpignan           | Top 14                  | 9           | -           | Challenge européen                     | 4                                      | -                                      |
| 2019-2020               | USA Perpignan           | Pro D2                  | 11          | 3           | Pas de qualification en Coupe d'Europe | Pas de qualification en Coupe d'Europe | Pas de qualification en Coupe d'Europe |
| 2020-2021               | USA Perpignan           | Pro D2                  | 30          | 1           | Pas de qualification en Coupe d'Europe | Pas de qualification en Coupe d'Europe | Pas de qualification en Coupe d'Europe |
| Total USA Perpignan     | Total USA Perpignan     | Total USA Perpignan     | 63          | 5           | Coupes d'Europe                        | 4                                      | 0                                      |
| 2021-2022               | Castres olympique       | Top 14                  | 21          | -           | Coupe d'Europe                         | -                                      | -                                      |
| 2022-2023               | Castres olympique       | Top 14                  | 11          | -           | Champions Cup                          | 2                                      |                                        |
| Total Castres olympique | Total Castres olympique | Total Castres olympique | 32          | 0           | Coupes d'Europe                        | 2                                      | 0                                      |
| Total                   | Total                   | Total                   | 95          | 5           | Coupes d'Europe                        | 6                                      | 0                                      |

### Internationales

#### Équipe de France des moins de 20 ans
Quentin Walcker a disputé cinq matchs avec l'équipe de France des moins de 20 ans en deux saisons, prenant part à une édition du Tournoi des Six Nations des moins de 20 ans en 2016 et à deux éditions du championnat du monde junior en 2015 et 2016. Il n'a pas marqué de points.

#### XV de France
Au 15 janvier 2023, Quentin Walcker compte deux sélections en équipe de France. Il a pris part à la tournée d'été 2021, en Australie.
| Année | Compétition | Matchs | Points | Essais |
| ----- | ----------- | ------ | ------ | ------ |
| 2021  | Test matchs | 2      | 0      | 0      |
| Total | Total       | 2      | 0      | 0      |

## Palmarès
- USA Perpignan
  - Vainqueur du Championnat de France espoirs en 2017
  - Vainqueur du championnat de France de 2e division en 2018 et 2021

- Castres olympique
  - Finaliste du Championnat de France en 2022